# Konfektionierung
Als Konfektionieren bezeichnet man in der Produktion und Technik jegliche Art von Aufteilung, Längeneinteilung oder Festlegung anwendungsspezifischer Endstücke und Abmessungen. Die Person, die diese Arbeiten durchführt, heißt Konfektionär.
Der Begriff stammt aus der Textilindustrie. Konfektionär bezeichnet dort den fertige Kleidung vertreibenden Unternehmer, vormals auch den Facharbeiter, der Muster entwickelt, den Zuschnitt überwacht, bis hin zur Verpackung des fertigen Teils. Die Begriffe Konfektion und Konfektionsgröße beziehen sich üblicherweise auf Textilien.
Konfektionieren wurde später auf ebensolche Arbeiten in anderen Industriebereichen übertragen.
Im Speziellen bezeichnet der Begriff zum Beispiel:
- die Bearbeitung des Aufnahmeformats und der Länge von fotografischem Film- und Papiermaterial.
- den Zuschnitt eines Kabels (elektrisches Kabel oder Lichtwellenleiter) und das Anbringen der Steckverbinder: siehe Kabelkonfektionierung
- die Verpackung von Kleinteilen
- Ausführung der Verpackungsart (hierzu gehören Rolle, Bündel bei Kabeln und Seilen, tape & reel bei elektronischen Bauteilen, Blisterverpackung und Schachtel)

## Quelle
- Meyers Neues Lexikon in acht Bänden. VEB Bibliographisches Institut Leipzig, 1964/65, Band 5, S. 1